# Каристэ, Роман Александрович
Рома́н Алекса́ндрович Ка́ристэ (эст. Roman Kariste (Karelin), 8 декабря 1918, Таллин — 11 октября 1992, Таллин) — эстонский и советский боксёр 1930-х — 1950-х годов, выступавший в полусредней, первой средней, средней и полутяжёлой весовых категориях. Двукратный чемпион СССР.

## Биография
Роман Каристэ (до 22 июня 1938 года (по другим данным до 1937 года) Роман Карелин) родился 8 декабря 1918 года в Таллине в семье Александра Карелина (Aleksander Karelin) (1891—1955) и Ловисе Карелиной (в девичестве Ватель; Lovise Vahtel) (1890—1971). Боксёрская карьера Каристэ длилась с 1932 по 1954 годы. Его первым тренером был Нигуль Маатсоо (Nigul Maatsoo; Николай Матсов), в основанный которым таллинский клуб «Спорт» и записался юный Роман. Позднее Каристэ тренировался у знаменитого советского наставника Григория Кусикьянца, самым известным подопечным которого являлся олимпийский чемпион Валерий Попенченко.
Каристэ является единственным боксёром советского периода из Эстонии, кому удалось стать чемпионом страны. На всесоюзном первенстве 1944 года он занял второе место в полусреднем весе (до 67 кг). Этот же результат Каристэ повторил год спустя, но уже в рамках среднего веса (до 73 кг). А в 1946 году он впервые стал сильнейшим средневесом страны. В 1948 году Каристэ снова выиграл золотую медаль чемпионата СССР. На всесоюзном первенстве 1949 года он завоевал бронзовую медаль в том же среднем весе. И в 1951 году Каристэ последний раз в своей карьере стал призёром чемпионата страны, заняв 3-е место в новосозданной весовой категории первого среднего веса (до 71 кг). Все эти годы он выступал под знамёнами спортивного общества «Динамо».
Также Каристэ становился 1 раз чемпионом Эстонской республики — в 1939 (до 67 кг), и 7 раз чемпионом Эстонской ССР — в 1945 (до 73 кг), 1946 (до 73 кг), 1947 (до 73 кг), 1948 (до 73 кг), 1952 (до 75 кг), 1953 (до 71 кг) и 1954 (до 81 кг) годах. По два раза он был чемпионом спортивного общества «Динамо» и чемпионом Ленинграда. В 1944 году Каристэ стал участником масштабного матча Ленинград — Эстония, в котором спортсмены состязались в пяти видах спорта. Каристэ выиграл у своего оппонента-ленинградца, а общий счёт боксёрского матча был 4:4. Принимал участие Каристэ и в международных соревнованиях, проведя за сборную СССР 8 боёв. В ринге он был очень быстрым и техничным, за что за границей его прозвали «Боксёр-молния». Всего Каристэ провёл 252 официальных поединка, в 199 из которых одержал победы.
В 1948 году Каристэ окончил Таллинский техникум физической культуры, а в 1952 году — Государственный дважды орденоносный институт физической культуры имени П. Ф. Лесгафта. Работал тренером по боксу и учителем физкультуры. Каристэ тренировал в спортивном обществе «Трудовые резервы», работая в Узбекистане, Туле и в своём родном Таллине. Также обслуживал боксёрские поединки в качестве рефери и бокового судьи. Роман Каристэ был женат на Ираиде Каристэ (Iraida Kariste) (1930—2006) и имел двух дочерей. Скончался Роман Александрович 11 октября 1992 года в Таллине. Похоронен 15 октября на маленьком кладбище Хийу-Раху в Таллине.